# Keutenberg
Keutenberg (en limbourgeois Keuteberg) est un hameau néerlandais dans la commune de Fauquemont-sur-Gueule, dans la province du Limbourg néerlandais.
Keutenberg est situé en haut de la colline du même nom, qui fait souvent partie du parcours de l'Amstel Gold Race, jusqu'à 22 % de pente maximale. Keutenberg est située au sud-est de Schin op Geul.
Jusqu'en 1981, le hameau faisait partie de la commune de Wijlre.